# Stefanie Trojan
Stefanie Trojan (* 1976 in Neu-Ulm) ist eine deutsche Performancekünstlerin. Sie lebt in Frankfurt am Main.

## Werdegang
Stefanie Trojan studierte von 1996 bis 2003 Bildhauerei an der Akademie der Bildenden Künste München bei Heribert Sturm und Asta Gröting und den Gastprofessorinnen Iris Häussler und Uli Aigner. Sie legte 2000 das erste Staatsexamen in Kunsterziehung ab und erhielt 2003 ihr Diplom als Meisterschülerin von Asta Gröting.

## Werke
Ihr Werk umfasst ausschließlich Performances, die per Foto oder Video dokumentiert werden. Sie beschäftigt sich mit sozialen Mustern, Gewohnheiten und täglichen Ritualen. Sie entwickelt ihre Performances wie soziale Untersuchungen und überträgt diese an den Betrachter. Erst dessen Reaktion vervollständigt ihr Werk.

## Auszeichnungen und Preise
- 2002: Schrägspur-Video-Preis
- 2003: Franklin Furnace Fund für Performance
- 2003: Artist in Residence Parsons School of Design, New York
- 2004: Debütantenpreis des bay. Staatsministeriums für Forschung, Wissenschaft und Kunst
- 2004: Einjähriges Atelierstipendium der Staff Stiftung und der Stadt Lemgo
- 2014: Stipendium für das Deutsche Studienzentrum Venedig

## Ausstellungen (Auswahl)
- 2000: „Menschwerdung“, Wanderausstellung
- 2001: „Warte bis es dunkel wird“, München, „ArtKino“, Art Frankfurt
- 2002: „bewegt“, Kunstverein Ingolstadt, „Schrägspur 03“
- 2004: 7a*11d Performancefestival Toronto, “Deutschland sucht” Kölnischer Kunstverein
- 2004: „open studios for friends“ MoMA PS1, New York
- 2005: „traffic“ Exit Biennial II, Exit Art, New York
- 2005: „Private Heroes“ Eröffnung MARTa Herford
- 2005: „Favoriten-Neue Kunst in München“ Kunstbau der Städtischen Galerie im Lenbachhaus, München
- 2005: „Kunst Freitag“ Kunstverein Friedrichshafen;
- 2007: Städtische Kunsthalle, Lothringer 13, München
- 2009: „Das Fundament der Kunst – Die Skulptur und ihr Sockel seit Alberto Giacometti“ Städtische Museen Heilbronn
- 2010: “Hacking the City” Museum Folkwang, Essen
- 2010: „Das Fundament der Kunst-Die Skulptur und ihr Sockel seit Auguste Rodin“, Arp Museum, Bahnhof Rolandseck, Remagen, und Gerhard-Marcks-Haus, Bremen
- 2011: „frischzelle_15“ Kunstmuseum Stuttgart
- 2012: „Triennale Ulmer Kunst“ Ulmer Museum/Künstlerhaus, Ulm
- 2013: „Sie.Selbst.Nackt“ Paula Modersohn-Becker Museum, Bremen
- 2014: „Ist da wer“ Kunstverein Wolfenbüttel
- 2015: „sagen und zeigen“ Kunstverein Bamberg
- 2018: „Faktor X - das Chromosom der Kunst“. 3. Biennale der Künstler im Haus der Kunst, München